# Bernard Barsi
Bernard César Augustin Barsi (ur. 4 sierpnia 1942 w Nicei, zm. 28 grudnia 2022 tamże) – francuski duchowny katolicki, arcybiskup Monako w latach 2000–2020.

## Życiorys
Święcenia kapłańskie otrzymał 28 czerwca 1969 i został inkardynowany do diecezji nicejskiej. Był m.in. wikariuszem generalnym diecezji (1991–2000), kanclerzem kurii (1997) oraz tymczasowym administratorem diecezji (1997–1998).

### Episkopat
16 maja 2000 papież Jan Paweł II mianował go arcybiskupem Monako. Sakry biskupiej udzielił mu ówczesny biskup diecezjalny Nicei – bp Jean Bonfils.
21 stycznia 2020 przeszedł na emeryturę.

## Odznaczenia
17 listopada 2011 abp Barsi został odznaczony Orderem Grimaldich IV klasy.